# Коровин, Алексей Константинович
Алексей Константинович Коровин (23 июня 1897, Москва — 17 декабря 1950, XVI округ Парижа, Париж) — русский художник.

## Биография
Родился 23 июня 1897 года в Москве в семье художника, Константина Алексеевича Коровина, который стал его первым преподавателем живописи, и Анны Яковлевны Фидлер, хористки Частной оперы С. И. Мамонтова.
Учился в гимназии в Москве. С раннего возраста был хорошо знаком с театрально-декорационным искусством. В 1918 году стал членом «Мира искусства», участвовал в выставках объединения в 1918 и 1921 годах. В 1920 году экспонировал свои работы в XIX выставке Всероссийского центрального выставочного бюро Отдела ИЗО Наркомпроса в Москве.
В 1923 году вместе с родителями эмигрировал в Париж. Оформлял спектакли в кабаре, помогал отцу в оформлении театральных спектаклей. Участвовал в выставках русских художников в Бирмингеме (1928), Амстердаме (1930), Берлине (1930), Белграде (1930) и Париже (1932, 1935).
17 декабря 1950 года в Париже кончил жизнь самоубийством. Похоронен на кладбище в Сент-Женевьев-де-Буа.

## Память
- После смерти его работы выставлялись в Салоне французских художников (1968) и салоне Независимых (1968—1971).
- Рукопись воспоминаний Алексея Коровина об отце хранится в РГАЛИ.